# Кузнєцова Євгенія Миколаївна
Кузнєцова Євгенія Миколаївна (30 червня 1987, Кривий Ріг, Дніпропетровська область) — українська письменниця, перекладачка, асоційована дослідниця Київської школи економіки. Доктор філософії у галузі міжнародних та міжкультурних досліджень Університету Деусто. Авторка книжок «Спитайте Мієчку», «Готуємо в журбі», «Драбина».

## Біографія
Народилася 30 червня 1987 року у Кривому Розі на Дніпропетровщині, однак виросла у селі Хомутинці на Вінниччині. Після сьомого класу з родиною переїхала до Вінниці.
Вступила до Інституту міжнародних відносин Київського національного університету імені Тараса Шевченка та у 2007 році здобула там ступінь бакалавра у міжнародних відносинах. У 2009 завершила у КНУ магістерську програму «Міжнародна інформація». З 2007 по 2009 рік також працювала штатною авторкою в газеті Kyiv Post.
Згодом вступила до Університету Деусто та у 2015 році отримала науковий ступінь доктора філософії у галузі міжнародних та міжкультурних досліджень, захистивши дисертацію з аналізу магічного реалізму, викладала постколоніальні студії.
Працювала консультанткою для ООН та ОБСЄ.
Проживала і працювала у місті Кобленц, Німеччина. Станом на 2023 рік мешкає в Іспанії та Україні.
Є син і донька Соломія.

## Наукова діяльність
Серед наукових інтересів Євгенії: медіааналіз мови, інтернет антропологія і пробудження громадянського суспільства. Її спеціалізації: ролі медіа у суспільстві, медіасистеми та аналіз текстів.
Досліджувала з Vox Ukraine звички та тенденції роботи медіа у соцмережах. У 2021 році працювала у проєкті Центру журналістики Київської школи економіки спільно з Університетом Осло над дослідженням медіапростору сходу України разом з тимчасово окупованими територіями.

## Творча діяльність
За словами Євгенії, завжди знала, що її життєве завдання — писати. «Бачити художнє у нехудожній буденності — оце у мені від бабусі», — каже Євгенія.
Перша її книга була гумористичним кулінарним виданням про харчові звички українців «Готуємо в журбі», яке Євгенія написала у 2020 році.
Перша художня книжка Євгенії «Спитайте Мієчку» була видана 2021 року у жанрі магічного реалізму. Вона ввійшла у Короткий список у номінації Книга року BBC-2021.
Переклала літературу різних жанрів. Серед перекладених творів є такі: «Команда суперників. Біографія Лінкольна» Доріс Ґудвін, нонфікшн «Диванні експерти. Як необмежений доступ до інформації робить нас тупішими» Томаса Ніколса, романи про кохання «Поцілунок у Парижі» та «Поцілунок у Нью-Йорку» Кетрін Райдер.
Про поповнення свого авторського доробку Євгенія каже: «У моїх планах таке є. Особливо, ці плани у мене з'явилися після того, як я видала „Готуємо в журбі“. Там я працювала з 30-ма українськими ілюстраторами та фотографами і розуміла — наскільки це круто, коли твій текст поєднується з класною ілюстрацією! Я розумію, що не можу продовжити з усіма, але у мене є просто неймовірне бажання, з тими з них, у кого буде час і натхнення, попрацювати зі мною і видати дитячу книжку».
Написала науково-популярне видання про мовну політику у часи СРСР «Мова-меч: як говорила радянська імперія». На основі матеріалів для книжки веде канал на YouTube.
Роман «Драбина» Кузнєцової став книгою року ВВС—2023.

### Переклади
- Команда суперників. Біографія Лінкольна. Переклад: Євгенія Кузнєцова. 2019. c.
- Юрґен Клопп: біографія. Переклад: Євгенія Кузнєцова. 2019. c.
- MBA в домашніх умовах. Шпаргалки бізнес-практика. Переклад: Євгенія Кузнєцова. 2019. c.
- Диванні експерти. Як необмежений доступ до інформації робить нас тупішими. Переклад: Євгенія Кузнєцова. 2019. c.
- Мисли ставками. Як ухвалювати розумні рішення з багатьма невідомими. Переклад: Євгенія Кузнєцова. 2019. c.
- Тім Кук. СЕО, що вивів Apple на новий рівень. Переклад: Євгенія Кузнєцова. 2019. c.
- Кетрін Райдер (2021). Поцілунок у Нью-Йорку. Переклад: Євгенія Кузнєцова. Видавництво Старого Лева. 244 c. ISBN 978-966-679-960-2.
- Поцілунок у Парижі. Переклад: Євгенія Кузнєцова. Видавництво Старого Лева. 2022. 200 c. ISBN 978-966-448-059-5.
- Еліз Вайт (2023). Універсальна теорія котиків в інтернеті. Як культура впливає на технології і навпаки. Переклад: Євгенія Кузнєцова. Наш Формат. 144 c. ISBN 978-617-8115-25-8.
- Рашмі Сірдешпанде (2023). КЕШ. Переклад: Євгенія Кузнєцова. Видавництво Старого Лева. 160 c. ISBN 978-966-448-016-8.